# Waka Flocka Flame
Juaquin Malphurs, (született 1986. július) ismertebb nevén Waka Flocka Flame egy amerikai déli rapper. A So Icey Entertainmenthez van leszerződve, és tagja a 1017 Brick Squadnak, amelyben olyan neves előadók találhatók rajta kívül, mint Gucci Mane, OJ da Juiceman, Frenchie, és Wooh Da Kid.

## Élete
Debra Antney fia, aki Gucci Mane menedzsere és, egyben a So Icey/Mizay Entertainment feje is. A New York-beli Queens városrészhez tartozó Jamaicában született, majd 9 éves korában költözött anyjával délre Georgia államba, Riverdalebe.
Waka Flocka Flame művésznevét egyik legnagyobb mentorától, Gucci Mane-től kapta. A Flocka jelző egy spanyol szóra utal (flaca), ami vékonyat, sovány, szikár embert jelent. A flame szócska, pedig a szövegeiben tapasztalható tüzes, lángnyelvszerű rímtechnikájára utal.
2010. január 19-én College Parkban egy benzinkútnál eddig ismeretlen tettes megállította és felszólította, hogy adja oda az ékszereit, miután ezt visszautasította, a tolvaj kétszer meglőtte. Az első lövés a karját érte a második az oldalát, azonban maradandó károsodás nélkül felépült sebesüléséből.
Lefűrészelt vadászpuska birtoklása miatt elítélték, de feltételesen szabadlábra helyezték. Azonban 2010. március 17-én letartóztatták, mert megszegte a feltételes szabadlábra helyezését, és elhagyta Georgia állam területét.

## Karrierje
Az első hivatalos bemutatkozó száma az „O Let’s Do It”, amely 62. helyezést ért el a Billboard Hot 100-as listáján. Napjainkban 2010-ben megjelenő debütáló albumát készíti.

## Fordítás
- Ez a szócikk részben vagy egészben  a   Waka Flocka Flame című angol Wikipédia-szócikk fordításán alapul.  Az eredeti cikk szerkesztőit annak laptörténete sorolja fel. Ez a jelzés csupán a megfogalmazás eredetét és a szerzői jogokat jelzi, nem szolgál a cikkben szereplő információk forrásmegjelöléseként.

## Külső hivatkozások
- mizayentertainment.com Archiválva 2010. február 8-i dátummal a Wayback Machine-ben
- newsnidea.com
- newsnidea.com
- newsnidea.com
- hiphopwired.com
- examiner.com
- rapbasement.com Archiválva 2010. április 24-i dátummal a Wayback Machine-ben
- rapbasement.com Archiválva 2010. május 1-i dátummal a Wayback Machine-ben
- rapbasement.com Archiválva 2010. április 27-i dátummal a Wayback Machine-ben